# 자기보고서
자기보고서(Self-report) 또는 자기분석보고서(Self-report study)는 응답자가 질문의 문항이나 지문을 읽고 간섭 없이 스스로 응답을 선택하는 조사, 설문 또는 여론 조사의 한 유형이다. 자기 보고서는 참가자에게 그들의 감정, 태도, 신념 등에 대해 물어보는 것을 포함하는 모든 방법이다. 자기 보고서의 예로는 설문지와 인터뷰가 있다. 자기 보고서는 종종 관찰 연구와 실험에서 참가자들의 반응을 얻는 방법으로 사용된다. 이러한 자기보고식 자료 data)는 객관적 검사(Objective test)에 유용한 평가척도(Rating scale)를 지탱하는 근거를 제공한다. 현대에는 컴퓨터PC나 스마트폰 앱을 이용해 시간과 장소에 구애받는 요소를 현저히 저감시키기도 한다.

## 자기분석보고서
자기보고식 자료 (data)는 스스로 내면의 생각이나 경험을 외부로 들어낸다는 점에서  이러한 기술(description)은 연구 측면에서뿐만 아니라 개인에게 있어서 스스로에게 자신이 처리하는 정보가 얼마나 타당하고 객관적인지를 선언하는 의미에서 매우 긍정적인 효과를 제공할 수 있다.

## 같이 보기
- 투사적 검사